# Psychoda quadrata
Psychoda quadrata är en tvåvingeart som beskrevs av Quate 1967. Psychoda quadrata ingår i släktet Psychoda och familjen fjärilsmyggor. Inga underarter finns listade i Catalogue of Life.